# جيوفانا أربونيك كاسترو
جيوفانا أربونيك كاسترو (بالإنجليزية: Brunilda Giovanna Arbunic Castro)‏ (من مواليد 1 يوليو 1964) وهي لاعبة شطرنج تشيلية حملت لقب FIDE International Master لعام (1982).

## حياتها
في الثمانينيات، كانت جيوفانا آربونيك كاسترو واحدة من أبرز لاعبات الشطرنج في تشيلي. تم تدريبها في عامي 1981 و 1982 من قبل الشيف التشيلي سيد أرتورو غودوي بوغينو (1944-2007). عاشت بالقرب من فالنسيا (إسبانيا) وهي متزوجة من المعلم الدولي التشيلي دانيال بارييا زونيغا (مواليد 1974). أسس الزوجان مدرسة للشطرنج «أكاديمية اون لاين مانوليتو». فازت ثماني مرات ببطولة الشطرنج للسيدات في تشيلي. في عام 1982، حصلت على لقب FIDE International Master لعام (1982). فازت ببطولات لمنافسات النساء في عام 1982 في مورون (بوينس آيرس)(الأرجنتين)، وفي 1985 في ساو باولو وفي عام 1999 في فيلا مارتيلي (الأرجنتين).
شاركت جيوفانا أربونيك كاسترو مرتين في بطولات بطولة العالم للشطرنج بين النساء:
- في عام 1982، شاركت في بطولة انترونال في باد كيسينغن وحصلت على المركز الخامس عشر والسادس عشر.[3]
- في عام 1985، شاركت في بطولة انترونال جليزنافودسك وحصلت على المركز العاشر.[4]
- في عام 2012، حصلت على المركز الأول في أولمبياد الشطرنج 2012 (للنساء) في إسطنبول (+2 ، = 0 ، -4).[5]

## وصلات خارجية
- قالب:Fide
- جيوفانا أربونيك كاسترو على موقع الاتحاد الدولي للشطرنج (الإنجليزية)
- جيوفانا أربونيك كاسترو على موقع مباريات الشطرنج (الإنجليزية)
- جيوفانا أربونيك كاسترو على موقع 365Chess.com (الإنجليزية)
- جيوفانا أربونيك كاسترو على موقع Chesstempo.com (الإنجليزية)
- جيوفانا أربونيك كاسترو سجل أولمبياد الشطرنج للسيدات على موقع OlimpBase.org (الإنجليزية)
- Giovanna Arbunic Castro chess games at 365Chess.com